# Lichomolgus elegantulus
Lichomolgus elegantulus is een eenoogkreeftjessoort uit de familie van de Lichomolgidae. De wetenschappelijke naam van de soort is voor het eerst geldig gepubliceerd in 1960 door Stock.